# デヴィッド・ハンゲイト
デヴィッド・ハンゲイト（David Hungate, 1948年8月5日 - ）は、アメリカ合衆国ミズーリ州出身のベーシスト、音楽プロデューサー、アレンジャー。ベースのほか、ギター、トランペット、ドラム、ピアノなどの多くの楽器を演奏する。

## 経歴
アメリカ下院議員（および後に連邦地方裁判所判事）ウィリアム・L・ハンゲイトの息子として出生。ミズーリ州トロイのトロイ・ブキャナン高校から北テキサス大学音楽学部に進学。同大学のジャズ・アンサンブルである「One O'Clock Lab Band」でベースを担当し、1970年のモントルー・ジャズ・フェスティバルなどで演奏した。
ボズ・スキャッグスの『シルク・ディグリーズ』やアリス・クーパーの『閉ざされた世界』など、1970年代のヒット・アルバムの多くでセッション・ミュージシャンとして活動。当時これらのセッションにともに参加していたメンバーを中心に結成されたバンド・TOTOにベーシストとして参加し、複数のグラミー賞を受賞したアルバム『聖なる剣』を含む、TOTOの最初の4枚のアルバムで演奏した。
カントリー・ミュージックのセッション・ミュージシャンとしてのキャリアのため『聖なる剣』リリース直後にTOTOを脱退し、チェット・アトキンスなどカントリーアーティストのレコーディング、アレンジ、プロデュースを担当した。また、ジョー・ヴァナとファーギー・フレデリクセンが率いるAORスーパーグループであるメッカの主要メンバーとなった。
1990年にソロ・アルバム『SOUVENIR - 愛の贈り物』をリリースした。このアルバムではTOTOのジェフ・ポーカロがアルバムの数曲でドラムスを演奏している。1995年、シャナイア・トゥエインのセカンド・アルバム『ウーマン・イン・ミー』では全曲でベースを担当した。
TOTOはその後、ハンゲイトに代わって加入したベースのマイク・ポーカロが病気のため引退を余儀なくされ、ツアーではリーランド・スカラーやネイザン・イーストが代役を務めていたが、イーストが脱退したことにより、2014年にTOTOに復帰した。当初は、2014年のツアー後に引退すると発表されていたが、最終的に2015年までTOTOのツアーに参加し続けた。また、アルバム『TOTO XIV〜聖剣の絆〜』でも4曲でレコーディングに参加した。

## ディスコグラフィ

### リーダー・アルバム
- 『SOUVENIR - 愛の贈り物』 - Souvenir（1994年）

### TOTO
- 『宇宙の騎士』 - Toto（1978年）
- 『ハイドラ』 - Hydra（1979年）
- 『ターン・バック』 - Turn Back（1981年）
- 『TOTO IV〜聖なる剣〜』 - Toto IV（1982年）
- 『TOTO XIV〜聖剣の絆〜』 - Toto XIV（2015年）

### 参加アルバム
エイミー・グラント
- Never Alone（1980年、Myrrh）
- 『ホーム・フォー・クリスマス』 - Home for Christmas（1992年、A&M）
- Somewhere Down the Road（2010年、EMI）

ジョー・コッカー
- 『街の孤独』 - Civilized Man（1984年、Capitol）

ソニー&シェール
- 『ママとパパのロックン・ロール』 - Mama Was a Rock and Roll Singer, Papa Used to Write All Her Songs（1973年、MCA）

ボズ・スキャッグス
- 『シルク・ディグリーズ』 - Silk Degrees（1976年、Columbia）
- 『ダウン・トゥー・ゼン・レフト』 - Down Two Then Left（1977年、Columbia）
- 『ミドル・マン』 - Middle Man（1980年、Columbia）
- 『アザー・ロード』 - Other Roads（1988年、Columbia）
- 『メンフィス』 - Memphis（2013年、429 Records）
- 『アウト・オブ・ザ・ブルース』 - Out of the Blues（2018年、Concord）

ヘレン・レディ
- 『愛の調べ』 - Music, Music（1976年、Capitol）
- 『太陽に歌って』 - We'll Sing in the Sunshine（1978年、Capitol）

ニール・セダカ
- 『面影は永遠に』 - In the Pocket（1980年、Elektra）

リッキー・リー・ジョーンズ
- 『マガジン』 - The Magazine（1984年、Warner Bros.）

バーブラ・ストライサンド
- 『ソングバード』 - Songbird（1978年、Columbia）
- 『ウェット』 - Wet（1979年、Columbia）
- 『ギルティ』 - Guilty（1980年、Columbia）

オリビア・ニュートン＝ジョン
- 『さよならは一度だけ』 - Totally Hot（1978年、MCA）
- 『虹色の扉』 - Physical（1981年、MCA）

リヴィングストン・テイラー
- 『三面鏡』 - Three Way Mirror（1978年、Epic）

シャナイア・トゥエイン
- 『ウーマン・イン・ミー』 - The Woman in Me（1995年、Mercury）

エミルー・ハリス & ロドニー・クローウェル
- 『オールド・イエロー・ムーン』 - Old Yellow Moon（2013年、Nonesuch）

キャロル・ベイヤー・セイガー
- 『TOO』 - ...Too（1978年、Elektra）

ジュース・ニュートン
- The Trouble with Angels（1998年、River North）
- American Girl（1999年、Renaissance）

ジャッキー・デシャノン
- You're the Only Dancer（1977年、Amherst）

ミニー・リパートン
- 『ミニーと出会ったら』 - Minnie（1979年、Capitol）

リンダ・ロンシュタット・フィーチャリング・アーロン・ネヴィル
- 『クライ・ライク・ア・レインストーム』 - Cry Like a Rainstorm, Howl Like the Wind（1989年、Elektra）

メリサ・マンチェスター
- 『あなたしか見えない』 - Don't Cry Out Loud（1978年、Arista）
- Joy（1997年、Arista）

バリー・マン
- 『バリー・マン』 - Barry Mann（1980年、Casablanca）

キキ・ディー
- 『ステイ・ウィズ・ミー』 - Stay With Me（1978年、Rocket）

レオ・セイヤー
- 『エンドレス・フライト』 - Endless Flight（1976年、Chrysalis）
- 『サンダー・イン・マイ・ハート』 - Thunder in My Heart（1977年、Chrysalis）
- 『この愛は君だけに』 - World Radio（1982年、Chrysalis）

シェール
- 『ビタースイート・ホワイト・ライト』 - Bittersweet White Light（1973年、MCA）
- I'd Rather Believe in You（1976年、Warner Bros.）
- 『誘惑の扉』 - Take Me Home（1979年、Casablanca）

ニコレット・ラーソン
- 『ローズ・オブ・マイ・ハート』 - Rose of My Heart（1985年、MCA）

ドノヴァン
- Slow Down World（1976年、Epic）

バーニー・トーピン
- 『ライド・ザ・タイガー』 - He Who Rides the Tiger（1980年、Elektra）

ヴィンス・ギル
- Guitar Slinger（2011年、MCA）

ナンシー・グリフィス
- Little Love Affairs（1988年、MCA）

グレン・キャンベル
- Still Within the Sound of My Voice（1987年、MCA）
- Light Years（1988年、MCA）
- Walkin' in the Sun（1990年、Capitol）
- Show Me Your Way（1991年、New Heaven）
- Somebody Like That（1993年、Liberty）
- Home for the Holidays（1993年、New Heaven）

ヴァレリー・カーター
- 『ワイルド・チャイルド』 - Wild Child（1978年、ARC）

バリー・マニロウ
- 『ワン・ヴォイス』 - One Voice（1980年、Arista）

ドリー・パートン
- 『バラの囁き』 - Heartbreaker（1978年、RCA）
- 『愛に捧げる時』 - Dolly, Dolly, Dolly（1981年、RCA Victor）
- Something Special（1995年、Columbia）
- Treasures（1996年、Rising Tide）

ダイアナ・デガルモ
- Blue Skies（2004年、RCA）

スティーヴン・ビショップ
- 『BISH - 水色の手帖』 - Bish（1978年、ABC）

サラ・ヴォーン
- 『ソングス・オブ・ザ・ビートルズ』 - Songs of The Beatles（1981年、Atlantic）

ニール・ダイアモンド
- 『ビューティフル・ノイズ』 - Beautiful Noise（1976年、Columbia）
- 『テネシー・ムーン』 - Tennessee Moon（1996年、Columbia）

ロザンヌ・キャッシュ
- 『リズム&ロマンス』 - Rhythm & Romance（1985年、Columbia）

コリン・レイ
- Can't Back Down（2001年、Epic）

ケニー・ロジャース
- 『ホワイトクリスマス』 - Christmas（1981年、Liberty）
- 『愛あるゆえに』 - I Prefer the Moonlight（1987年、RCA）
- 『ソー・ストロング』 - Something Inside So Strong（1989年、Reprise）
- There You Go Again（2000年、Dreamcatcher）